# Conexión Manga
Conexión Manga fue una revista mexicana que trataba sobre anime, manga y cultura japonesa. Se editó en EDITOPOSTER, antes Vanguardia editores. Cabe hacer mención que durante 353 números, o mejor dicho durante 18 años, fue publicada ininterrumpidamente de manera quincenal, pero a  partir de la edición N.º 354, pasó a ser una edición mensual y posteriormente entró en un hiatus que duró desde 2018 cuando fue publicada la edición 356, hasta febrero del año 2021 en que se publicó el número 357; por diversos hechos que afectaron negativamente a la industria editorial. 

## Historia
Los primeros esbozos de la revista se dieron a principios de la década de 1990, cuando en la revista Conecte, de la misma editorial, se incorporó un espacio para la historieta de géneros alternativos. Los editores notaron entonces que al aparecer viñetas al estilo japonés, el interés de los lectores aumentaba.
A mediados de la década, y dado el creciente interés del público por la historieta japonesa, la editorial comenzó a dar espacios cada vez mayores a ésta, lo que derivó finalmente en el inicio de la publicación de tres historietas tipo manga, ahora consideradas emblemáticas: Tetsuko: la chica de acero, que emulaba a historietas como Cutey Honey, Chicas trabajadoras y Sexis, divertidas y abusadas, series de corte hentai que intentaban combinar el estilo manga con el humor mexicano (en especial el albur y el doble sentido).
Años más tarde, en 1997, comenzó a publicarse una sección llamada Conexión manga en la historieta Tetsuko: la chica de acero, donde se daba alguna pequeña reseña o comentario sobre el anime. Dicha sección se mantuvo hasta el final de la publicación, a mediados de 1999.
Conexión Manga inició formalmente sus publicaciones en octubre de 1999. 
Del número 1 al 79 la revista contó con 32 páginas - 16 en color y 16 en blanco y negro - y entre sus artículos también se incluían reseñas de cómics y filmes; para su edición n.º 80 se modificó el formato a 24 páginas en color y 8 en blanco y negro, y se centró el contenido solamente en anime y manga. 
En el n.º 90 se extendió el contenido a 70 páginas por número, el cual siguió vigente hasta el número 185 (octubre de 2008), cuando se aumentó la paginación a 80 páginas, de las cuales 32 eran en blanco y negro.
En el año 2004 se editó el número 100, y a mediados de 2007, el número 150. En septiembre de 2009, fue publicado el número 200, con un número especial de 200 páginas. convirtiéndose en la única revista especializada en el tema en lograr este número de publicaciones en México y en Latinoamérica. 
A partir del número 220 (primera quincena de octubre de 2010) el formato de la revista cambió nuevamente, donde destacó la reducción en la paginación quedando en 49 páginas en lugar de las 81 que había mantenido de manera regular. Asimismo la revista Conexión Manga incorporó dos publicaciones de la misma editorial anexándolas en forma de secciones, siendo estas Anime y Manga Colección Deluxe (publicada desde 2001) y Akibakei (publicada desde 2006). Con esto, la revista Conexión Manga se especializó únicamente en Anime, Manga, Videojuegos y notas de tecnología, dejando fuera las revisiones a series norteamericanas y cómics.
Nuevamente en la edición 248 hubo un aumento de paginación, pasó de tener 49 páginas (que tuvieron de la 220 hasta la 248) a 63 páginas en adelante, pero siendo mucho menor que las 80 páginas que había mantenido hasta la 219. Cabe mencionar que las secciones de anime y manga, y Musicanime, al igual que Akibakei, fueron eliminadas de la revista, regresando de manera esporádica la sección de la saga.
En la edición 300 comentaron acerca de hacer la revista exclusivamente en el medio digital, pero la presión ejercida por parte de los lectores les hizo recapacitar, dejando la oportunidad de adquirirla de manera física por tiempo indeterminado. La edición 300 fue una publicación con 100 páginas, en las cuales la mayoría de los reportajes hablaban del cambio que pretendían hacer con la revista; es decir, totalmente digital. Hecho que no sucedió, ya que salió a la venta poco tiempo después la revista 301.
A partir del número 356 (editado en marzo de 2018) la publicación entró en hiatus y se dejó de publicar por aproximadamente 3 años, posteriormente la revista Conexión Manga volvió a publicarla en febrero de 2021 con el número 357, así mismo se hizo el anuncio de que se publicaría el mes siguiente la edición 358, siendo el número más reciente el 359 el cual se publicó en octubre de 2021, además tuvo una versión digital por medio de la plataforma Titanio Magazine, la cual actualmente ya no existe.

## Secciones actuales
- AnimeXpress: Sección donde se daban reseñas de diversas series de anime.

- MangaXpress: Sección que contenía reseñas y comentarios acerca de títulos de manga.

- Curiosidades sobre Japón: Notas curiosas y aspectos de la vida cotidiana japonesa.

- MusicAnime: Información acerca de soundtracks de series anime y temas diversos de música japonesa. Tomó su nombre de la revista publicada por la misma editorial en los años 2001-2004.

- Galería: Donde se publicaban ilustraciones enviadas por los lectores.

A partir del número 225 estas últimas dos secciones no aparecían en todos los números.
- CM Biography: Sección donde se reseñó la biografía de reconocidos nombres que intervienen en el proceso de producción del manga/anime.

- Retomando el control: Artículos relacionados con el mundo de los videojuegos.

- Portal Betamax: Reseñas de series o videojuegos antiguos con valor histórico o técnico significativo.

- Anime & manga: Sección resultante de la incorporación de la publicación del mismo nombre. Se trataba de una sección de crítica.

- Akiba-kei: Otra sección resultante de la incorporación de una publicación. Incluía información genérica.

Así mismo se incluyeron ocasionalmente crónicas de las convenciones de cómics, donde se daba una reseña del evento junto con una galería de fotografías de personas disfrazadas de personajes de cómics o videojuegos.

## Secciones anteriores
- La saga

Desde el número 1 hasta el n.º 173 apareció la sección "La saga", donde se brindó oportunidad a los dibujantes amateur de historieta para publicar un trabajo de 8 páginas. De esta sección salieron artistas como Edgar Manjarrez, Romy Villamil, entre otros.
"La saga" fue retirada en el número 174, debido al bajo interés de los lectores.
- Humor

Sección que contenía sketches y/o parodias de diversas series de anime. En esta sección aparecieron los personajes ficticios Ana Shimura y Dash Bandith. La última aparición de esta sección fue en el número 200.
- Para interpretar el manga

Apartado donde se polemizaban temas "candentes" del anime, como el hentai; también se analizaba el significado y uso de diversos elementos del manga.
- Clase de dibujo

Sección en la que se analizaron técnicas y estilos de trazo de diversos autores.
- Buzón: Sección donde se publicaban respuestas a las cartas que los lectores enviaban a la publicación.

- La tienda de Yûko

Breviario de noticias que se compone de tres secciones: Noticias Anime, información de estrenos o tópicos relacionados con series de animación; Noticias no anime, información miscelánea acerca de temas como videojuegos, estrenos en TV, exposiciones, entre otros; y Gadgets, sección dedicada a mostrar novedades tecnológicas.
- Coliseo

Mostró información acerca de juegos de cartas y de rol
- El Mangatutino

Suplemento donde se ofrecían complementos al contenido de la revista, además de reseñas de cómics, series de TV, pasatiempos, artículos de humor, bocetos de diversas animaciones, clases de japonés, entre otras cosas. La sección se publicó emulando el formato de un periódico. A partir del número 225 la sección desapareció como tal, quedando sus apéndices como secciones independientes.
- Los viajes de Mokona

Nombre anterior de la sección de curiosidades sobre Japón

## Personajes y colaboradores ficticios
La revista incluyó diversos personajes elaborados por los colaboradores de la misma. Entre ellos se pueden mencionar:
- Angel Princess: Uno de los dos primeros personajes de la revista, cuyos orígenes se remontan a fines de los años 90.

Visualmente es representada como una chica de instituto, de cabello rojo muy largo.
Se dedicaba a responder las cartas de los lectores en la sección Buzón, también redactaba ocasionalmente artículos para la revista.
- Goji: El compañero de Angel Princess, era representado como un dragón de felpa, irreverente, sarcástico, flojo y pervertido. Junto con Angel Princess, se dedicaba a responder las cartas de los lectores en la sección Buzón, e igualmente redactó artículos para la publicación.

- Ana Shimura: Aparecía en las secciones Humor y en artículos dedicados al cosplay. Visualmente, es una chica gato de cabello corto color rosa brillante.

- Dash Bandith: Por lo general aparecía en las secciones de humor y como autor de algunos artículos. Según su autor lo describe, es un alcohólico, tonto y desobligado adolescente, que visualmente se podría describir como una copia al carbón de Seiya (Saint Seiya). El personaje actúa según el estereotipo del chilango mexicano.

- Los hermanos Elric: Parodiando a los personajes principales de Fullmetal Alchemist, normalmente aparecían en reportajes de eventos especiales, tales como exposiciones de cómics, videojuegos y otros.

## Polémica
La publicación fue objeto de polémica respecto al contenido que publicaba.
La primera ocasión en la que se suscitó un conflicto debido a esto se dio debido al artículo "Las incoherencias de Evangelion" (CM #4, primera quincena de diciembre de 1999), en el que se abordaron inconsistencias en varios aspectos de esta serie. Al poco de haber sido lanzado, la escritora del artículo fue agredida durante y después de una rueda de prensa, aparentemente por seguidores de dicha serie.
Sin embargo, el caso más reconocido ocurrió cuando se usaron imágenes propias de la publicación en un reportaje de televisión del extinto programa de TV Azteca Hablemos Claro conducido por Lolita de la Vega en donde se habló de la historieta erótica. Es preciso señalar que dichas imágenes de la revista, tenían escasa o nula relación con el género. Siendo otras publicaciones las que contenían escenas de desnudos, entre otras.
Asimismo, existieron numerosas críticas por parte de algunos lectores respecto al contenido de la revista, las cuales, según ellos, era deficiente. Mayoritariamente estas críticas aludían a problemas con la objetividad del contenido, pero también con la ortografía y gramática.
Los lectores más veteranos argumentaban que el estilo más reciente de la publicación denotaba un gran parecido al manejado durante los primeros números de la revista, en los cuales se informaba no solo de anime y manga, sino de la cultura pop en general, introduciendo elementos tales como series de TV, libros, películas y cómics norteamericanos.